# Nicholas Koech
Nicholas Koech (ur. 22 października 1992) – kenijski lekkoatleta specjalizujący się w biegu na 800 metrów.
W 2009 został brązowym medalistą mistrzostw świata juniorów młodszych. Złoty medalista mistrzostw Kenii.
Rekordy życiowe: stadion – 1:43,37 (29 kwietnia 2016, Nairobi); hala – 1:46,34 (10 lutego 2017, Toruń).

## Osiągnięcia
| Rok  | Impreza                               | Miejsce          | Lokata     | Wynik   |
| ---- | ------------------------------------- | ---------------- | ---------- | ------- |
| 2009 | Mistrzostwa świata juniorów młodszych | Tyrol Południowy | 3. miejsce | 1:51,01 |